# 張曉卿
丹斯里张晓卿爵士，KBE（1935年—）是马来西亚伐木业企业家，籍貫福州闽清，资产超过10亿美元，為創辦於1975年的常青集團董事會主席，也是世界華文媒體董事會主席。

## 经营业务
张晓卿的公司的業務包括油棕業、建築業、媒体業，且慈善事业遍及世界各地
- 木業除砂拉越外，在巴布亞新幾內亞是最大的木材商。
- 其子集團目前在大量種植油棕，數量也達相當驚人。目前亦有數間油棕廠在操作中。
- 建築業近日在詩巫興起，在中國大陸亦有其業務。
- 在砂拉越拥有4家Kingwood Hotel

张晓卿的媒体報業为馬來西亞的幾份大華文報擁有者。2006年，张晓卿从马华公会手上买下《南洋商报》与《中国报》两份报章，成功掌控包括《星洲日报》和《光明日报》在内的四大中文报后，其中文报业独占西马半岛近90%市场。其報業亦發展至印尼、中國大陸、香港、巴布亞新幾內亞和美國等．由其控股的星洲媒体 （页面存档备份，存于）集团在2007年初与明报媒体与南洋报业合并，创造出海外最大的华文媒体。自由之家评述其拥有媒体事业报导立场亲中。

## 财富状况
- 《馬來西亞商業雜誌》(Malaysian Business)專題報導列他為大馬第九富豪。
- 美国的《福布斯》雜誌(Forbes) 將其列為08年全世界第1014富豪，大马第8富豪。

## 家族
張曉卿父母為張道賞及黃鳳嬌，共9位兄弟姐妹。張曉卿為長兄，有5名弟弟与3名妹妹：
- 弟[6]
  - 二弟張鉅卿=何麗梅，生一子二女，2012年1月14日去世，享年76歲。[7]
    - 獨子張昌亦，香港常青集团执行董事[8]
      - 獨女張冰

    - 長女張思嘉=女婿
    - 幼女張怡嘉=女婿

  - 拿督張泰卿，常青集团执行董事[8]=黃美新[9]，生二子二女[10]，1995至2013年擔任南蘭國會議席議員[11][12]，2016年砂拉越州选举當選馬來西亞詩巫都東(州選區)（英语：Dudong (state constituency)）議員。[13][14]
    - 張昌熙，Mafrica集团董事经理[8]
    - 張盈盈=許倧賓
    - 張亮亮=林德信

  - 張建卿=黃宜雪[15]
    - 長女張菁=譚馬希里
    - 幼女張瓊文=黃志聰[16]

  - 幼弟拿督斯里張翼卿，世华媒体集团董事部主席[8][17][18]
- 妹[19]
  - Tiong Ai Ling
- 妻子吳宇珠[20]
  - 子[21]
    - 長男張昌恩，常青油棕有限公司执行董事[8]=梁順美，葡萄城集團董事经理[22][23]
      - 長子張永尊，常青油棕有限公司總經理[24]、常青農業科技有限公司董事[23]=王嘉安[25]
      - 幼子張永勝（Titus Tiong Ing Sheng）[26][27]，常青油棕有限公司营运经理[28] [8]=劉銘雪[26][27]
      - 長女張佩欣，葡萄城集團業務發展經理[23]=蔡东迅[29]
      - 幼女張歡欣，星洲媒体集团高级经理 [30]

    - 次男拿督斯里[8]=張昌富，2020年12月24日去世，享年61歲[31]=曾锦华
      - 長男張永毅、幼男張永仁[31]
      - 長女張鳳=Mohammad Abul Faisal[32]
        - 唯女张亮俐[32]

      - 幼女張宣[31][32]

  - 女[20]
    - 長女拿督張瑩[33]=拿督戴昶[34][32][35]
      - 兒子戴晖（Samuel James Tai Huei）[36]、Daniel James Tai Hann[37]
      - 女兒Rebecca Elaine Tai Yi-Lan、Deborah Elaine Tai Hwe-Lan戴慧然[37]=女婿黃秀進[38]

    - 次女拿汀張晶[39]=拿督黄希裕，中国─东协（大马）企业家协会副会长[32][40][35]
    - 三女張超[41]=刘思远（James Lau Sze Yuan）[19][35][32]
    - 幼女張聰，常青集团执行董事兼常青大酒店董事经理=高友仁（Ko Yeu Ying），GOLDEN STAR ACE集团董事经理[8][32][35][42]

- 其他親屬
  - 舅舅：拿督斯里黃傳寬，2004年11月11日去世，享年91歲，六名子女。[43][44][45]
    - 長子拿督黄启晔，一子二女[19]
      - 兒子黄厚匀（Patrick Wong Haw Yeong）[46]
      - 女兒Annie Wong Haw Bing、Audrey Wong Haw Ing

    - 次子拿督黃啟耐，2013年3月11日去世，遺孀馬惠芳[43][45][47][48]
      - 兒子黃豪良
      - 女兒Mimi Wong Hou Wai[19]

    - 幼子黄启哲[47]=Lim Ann Pin[19]
    - 三名女兒Wong Hong Huong、Wong Chuo Kee、Wong Ngo Huong[19][43]

## 参見
- 世界華文媒體
  - 星洲日报
  - 南洋商报
  - 光明日报
  - 中国报
  - 明报
  - 亞洲週刊